# Kathedrale Mariä Himmelfahrt (Pinsk)

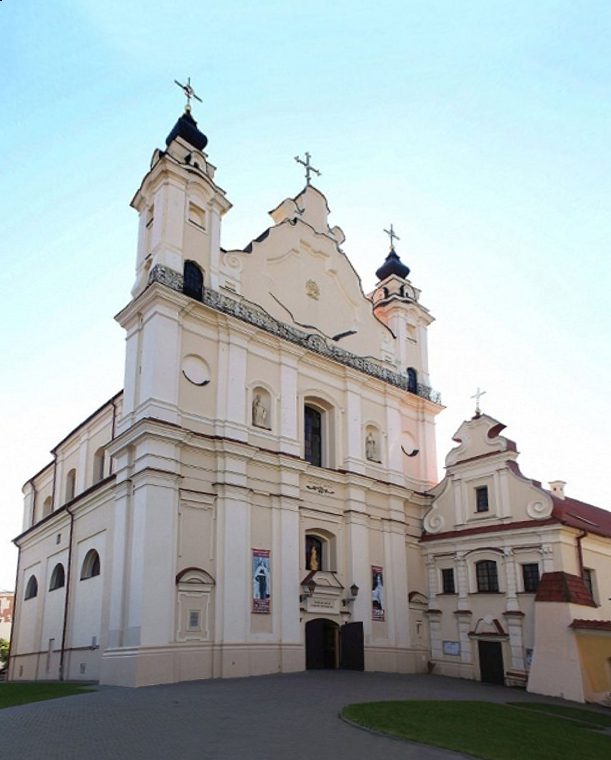
Südansicht der Kathedrale

Die Kathedralbasilika Mariä Himmelfahrt (belarussisch катэдральны Унебаўзяцця Найсвяцейшай Панны Марыі) oder Kathedrale von Pinsk ist eine römisch-katholische Kathedrale in Pinsk, Belarus mit dem zusätzlichen Titel einer Basilica minor. Die barocke Kirche nahe der Pina ist Sitz des Bistums Pinsk. Die frühere Klosterkirche und das angrenzende Franziskanerkloster sind barocke Bauwerke, die ein Denkmal mit landesweiter Bedeutung bilden.

## Geschichte

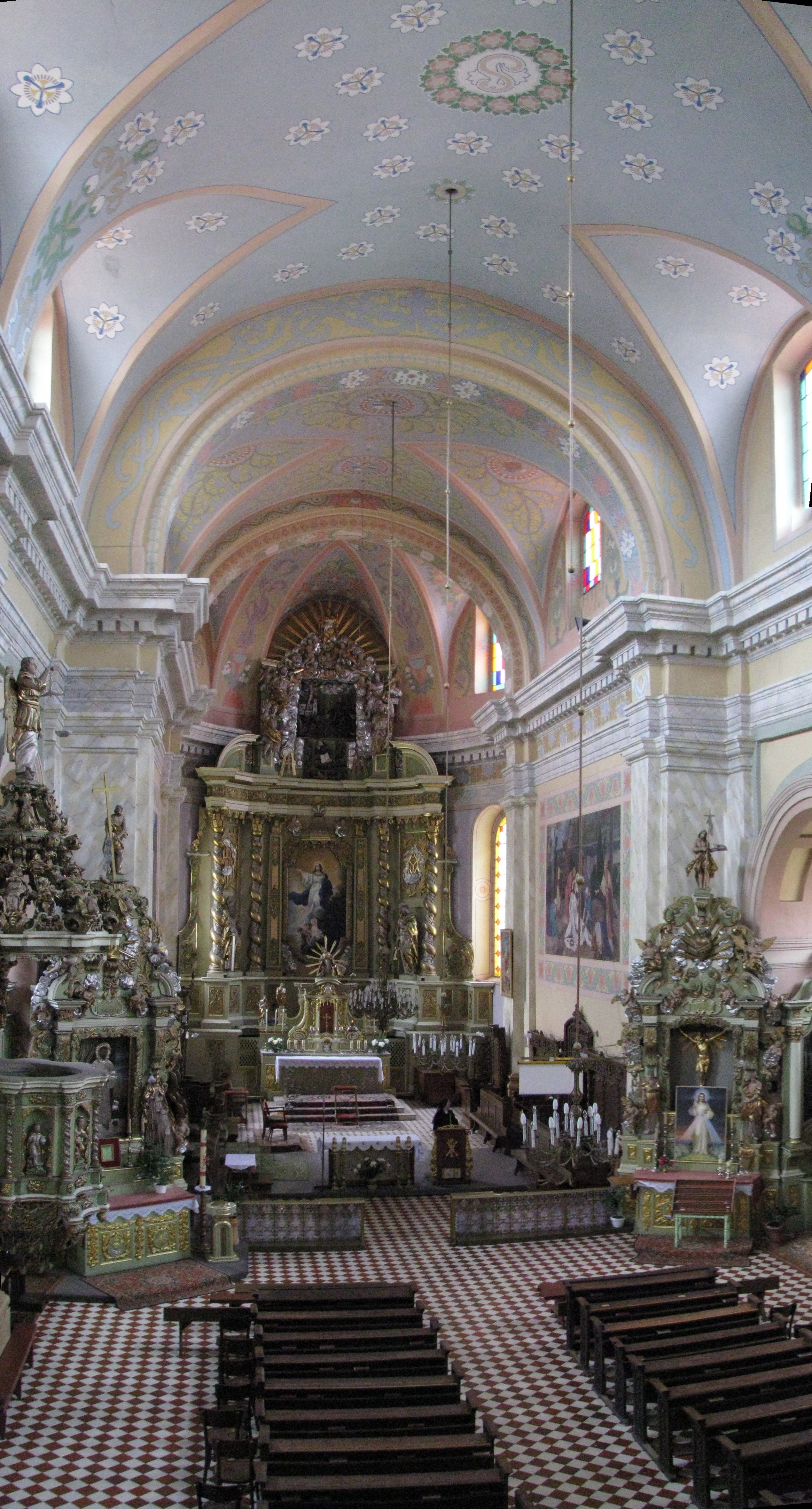
Innenansicht mit Blick auf den Chor

Eine erste Holzkirche und das Kloster wurden 1396 im Auftrag von Jaropolk Jurjewitsch, Fürst von Pinsk, und seiner Frau Anna erbaut. Die Anlage wurde vom ersten Bischof von Vilnius, Andreas I. Vasila, geweiht.
Im Jahr 1445 übertrug der Großfürst von Litauen, Kasimir IV. Andreas einige Dörfer in den Besitz des Franziskanerklosters, weitere Schenkungen folgten. Die Kirche brannte im 16. und 17. Jahrhundert wiederholt und wurde in Holz wieder aufgebaut. Die Kirche wurde am 9. November 1648 während des Sturms der Protestanten auf die Stadt angezündet, bevor sie von Kosaken und Städtern geplündert wurde. Nach den Inventarbüchern brach die Menge in die Kirche ein, zerstörte die Altäre, riss die Ikonen herunter, zerbrach die Fenster und nahm alles Kostbare aus der Sakristei mit. Ein Wiederaufbau erfolgte 1651.
Während des Großen Nordischen Krieges wurde das Kloster 1705 erneut von den Schweden niedergebrannt. Nach ihrem Abzug aus Pinsk begann um 1712 die Errichtung einer gemauerten Kirche.  1730 fand die Kirchweihe statt. Die Fassade der Kirche wurde 1766 bis 1769 fertiggestellt, gleichzeitig wurde das zweistöckige Klostergebäude fertiggestellt.
Im Jahre 1817 wurde vor der Kirche vom Architekten K. Kamensky ein dreistöckiger Glockenturm aus Stein errichtet, dessen vierte Etage Anfang des 20. Jahrhunderts fertiggestellt wurde. Das Kloster wurde 1835 unter russischer Herrschaft aufgelöst, die Klosterkirche wurde zur Pfarrkirche. Das Kloster wurde 1920 in der polnischen Zwischenzeit wieder eröffnet und 1939 konnte die Restaurierung abgeschlossen werden. Mit der Gründung des damals polnischen Bistums Pinsk wurde die Kirche 1925 zur Kathedrale erhoben. In den Jahren 1940 bis 1992 wurde sie von den sowjetischen Behörden geschlossen. Am 13. April 1991 wurde der Minsker Erzbischof Kazimierz Świątek zum Apostolischen Administrator der Diözese Pinsk ernannt, der auch später in der Kathedrale beigesetzt wurde. Den Titel einer Basilica minor erhielt die Kirche 1996 durch Papst Johannes Paul II.

## Architektur

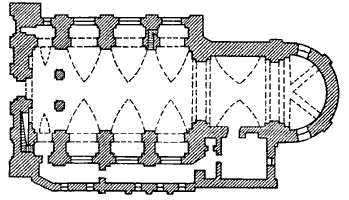
Grundriss der Kirche

Die Kirche ist eine dreischiffige Basilika mit extrem schmalen Seitenschiffen, die durch feste Trennwände in einzelne flache Kapellen getrennt sind. Der Chor wird von einer halbrunden Apsis abgeschlossen. Hauptschiff und Chor sind mit einem Tonnengewölbe überspannt, darüber wurde ein Dachreiter errichtet. Die reich verzierte Hauptfassade ist in drei Ebenen unterteilt und wird durch einen hohen Giebel mit quadratischen Türmen an beiden Seite abgeschlossen. Die Fassade ist mit Pilastern geschmückt, die mit Gesimsen, Nischen und Gürteln versehen sind.

## Ausstattung

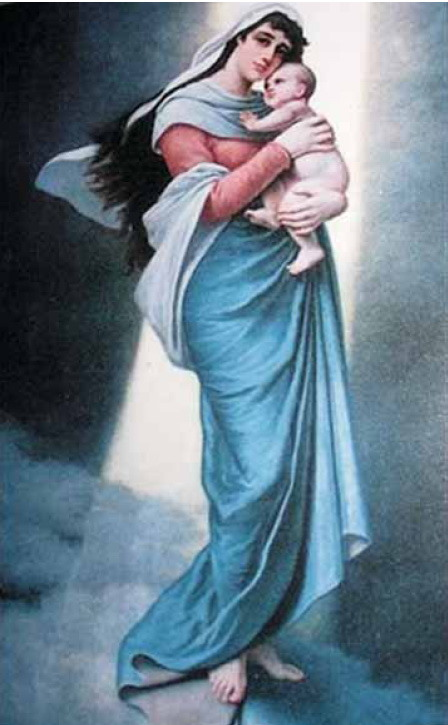
Pinsker Madonna

Der bedeutendste Teil der Kirchenausstattung ist der Hauptaltar, ein dreiseitiger Portikus. Im Mittelfeld, das durch vier spiralförmige Säulen vertikal in drei Felder unterteilt ist, befindet sich ein 4 × 2 m großes Gemälde Mariä Himmelfahrt, eine Kopie von Bartolomé Esteban Murillo. An den Seiten stehen Skulpturen der Apostel Petrus und Paulus. Ihre Kleidung hat tiefe Relieffalten, die mit Gold und Silber bedeckt sind. Im Altar befindet sich das Hochrelief Stigma des hl. Franziskus, die zwischen 1766 und 1817 entstanden sein soll.
In den Kapellen der Seitenschiffe stehen weitere Altäre, teilweise aus dem 18. Jahrhundert. Im Jahr 1909 wurden vom Maler S. Rudinsky die Gewölbe mit ornamentalen Motiven bemalt, der Chorraum wurde mit Fresken geschmückt. An der Schaffung der Bilder der Seitenaltäre im frühen 20. Jahrhundert war der Künstler Alfred Izydor Römer beteiligt, seine Pinsker Madonna gilt als Hauptattraktion der Kirche.
1837 wurde in der Franziskanerkirche eine Orgel durch Adalbertus Grodnicki aus Vilnius installiert, die heute die älteste spielbare in Belarus ist. Die Orgel hat 1049 Stimmen, 36 Register, zwei Manuale, 1½ Oktaven und 1498 Pfeifen mit bis zu vier Meter Länge.